# Liga ACB 1993-94
La temporada 1993-94 de la Liga ACB fue la undécima temporada celebrada de la Liga ACB. En ella participaron 20 equipos, reduciéndose en dos los equipos de la temporada anterior.
El sistema de campeonato fue similar al del año anterior, con un único grupo pero que a efectos de cruces se dividía en dos, jugando a doble vuelta entre los miembros del mismo grupo, y a una vuelta con el resto, dando lugar a 28 jornadas. La clasificación resultante era provisional, ya que si entre los ocho primeros clasificados había algún equipo que en la temporada anterior hubiese ocupado un puesto entre el 11 y el 20, o si entre los cuatro últimos no hubiese equipos clasificados el año anterior entre los 10 primeros. En ese caso se deberían celebrar unas eliminatorias de clasificación para determinar el puesto final. Los 16 primeros clasificados jugarían los playoffs por el título, y los cuatro últimos por la permanencia.

## Equipos participantes
| Club                    | Entrenador | Ciudad           | Estadio                             | Capacidad | 1992-93 |
| ----------------------- | ---------- | ---------------- | ----------------------------------- | --------- | ------- |
| F.C. Barcelona          | -          | Barcelona        | Palau Blaugrana                     | 5.500     | 3º      |
| Real Madrid             | -          | Madrid           | Palacio de Deportes de Madrid       | 12.000    | 1º      |
| Natwest Zaragoza        | -          | Zaragoza         | Pabellón Municipal de Deportes      | 4.500     | 7º      |
| 7 Up Joventut           | -          | Badalona         | Pabellón del Joventut               | 5.700     | 3º      |
| Estudiantes Caja Postal | -          | Madrid           | Palacio de Deportes de Madrid       | 12.000    | 4º      |
| Cáceres Club Baloncesto | -          | Cáceres          | Pabellón Universitario V Centenario | 5.000     | 20º     |
| Juver Murcia            | -          | Murcia           | Pabellón Príncipe de Asturias       | 3.000     | 22º     |
| Taugrés Baskonia        | -          | Vitoria          | Mendizorroza                        | 4.000     | 11º     |
| Grupo Libro Valladolid  | -          | Valladolid       | Polideportivo Pisuerga              | 7.000     | 18º     |
| Argal Huesca            | -          | Huesca           | Municipal de Huesca                 | 2.500     | 19º     |
| Festina Andorra         | -          | Andorra la Vieja | Polideportivo de Andorra            | 5.000     | 12º     |
| Unicaja Polti           | -          | Málaga           | Polideportivo Ciudad Jardín         | 5.000     | 9º      |
| TDK Manresa             | -          | Manresa          | Pavelló Nou Congost                 | 5.000     | 13º     |
| Caja San Fernando       | -          | Sevilla          | Palacio de los Deportes de Sevilla  | 7.626     | 19º     |
| Coren Ourense           | -          | Orense           | Palacio de los Deportes Paco Paz    | 5.500     | 8º      |
| Pescanova Ferrol        | -          | Ferrol           | Pabellón Punta Arlena               | 4.500     | 15º     |
| DYC Breogán             | -          | Lugo             | Pazo dos Deportes                   | 6.500     | 17º     |
| Elosúa León             | -          | León             | Palacio de los Deportes de León     | 5.100     | 6º      |
| Pamesa Valencia         | -          | Valencia         | Pabellón Fuente de San Luis         | 9.000     | 10º     |
| Valvi Girona            | -          | Gerona           | Pabellón Municipal Gerona-Fontajau  | 5.500     | 16º     |

## Temporada regular
| Pos | Equipo            | J  | G  | P  | PF   | PC   |
| --- | ----------------- | -- | -- | -- | ---- | ---- |
| 1   | Real Madrid       | 28 | 24 | 4  | 2473 | 2164 |
| 2   | FC Barcelona      | 28 | 21 | 7  | 2453 | 2314 |
| 3   | TDK Manresa       | 28 | 19 | 9  | 2219 | 2207 |
| 4   | Joventut Badalona | 28 | 18 | 10 | 2304 | 2071 |
| 5   | Festina Andorra   | 28 | 18 | 10 | 2392 | 2223 |
| 6   | CB Estudiantes    | 28 | 17 | 11 | 2249 | 2155 |
| 7   | Taugrés Baskonia  | 28 | 16 | 12 | 2377 | 2289 |
| 8   | Cáceres CB        | 28 | 15 | 13 | 2331 | 2328 |
| 9   | Pamesa Valencia   | 28 | 14 | 14 | 2276 | 2337 |
| 10  | Caja San Fernando | 28 | 14 | 14 | 2362 | 2356 |
| 11  | Elmar León        | 28 | 13 | 15 | 2360 | 2390 |
| 12  | Unicaja Polti     | 28 | 12 | 16 | 2256 | 2285 |
| 13  | Coren Orense      | 28 | 12 | 16 | 2119 | 2212 |
| 14  | Natwest Zaragoza  | 28 | 11 | 17 | 2283 | 2371 |
| 15  | OAR Ferrol        | 28 | 11 | 17 | 2126 | 2134 |
| 16  | DYC Breogán       | 28 | 10 | 18 | 2092 | 2238 |
| 17  | Fórum Valladolid  | 28 | 9  | 19 | 2395 | 2504 |
| 18  | Argal Huesca      | 28 | 9  | 19 | 2327 | 2456 |
| 19  | Valvi Girona      | 28 | 9  | 19 | 2204 | 2371 |
| 20  | CB Murcia         | 28 | 8  | 20 | 2108 | 2301 |

## Playoffs de clasificación
TDK Manresa, Festina Andorra, Taugrés Baskonia y Cáceres Club Baloncesto acabaron la temporada antrerior entre los puestos 11 y 20, así que tuvieron que disputar un playoff de clasificación contra Unicaja Polti, Elmar León, Caja San Fernando y Pamesa Valencia respectivamente. Tras estos partidos, la clasificación final por el campeonato fue modificada:
4. Festina Andorra

5. CB Estudiantes

6. Cáceres CB

7. Caja San Fernando

8. Unicaja Polti

9. TDK Manresa

10. Taugrés Baskonia

11. Pamesa Valencia

12. Elmar León

## Playoffs por la permanencia
|  | 17 | Fórum Valladolid | 2 |  |
|  | 17 | Fórum Valladolid | 2 |  |
|  | 20 | CB Murcia        | 3 |  |
|  | 20 | CB Murcia        | 3 |  |

|  | 18 | Argal Huesca | 1 |  |
|  | 18 | Argal Huesca | 1 |  |
|  | 19 | Valvi Girona | 3 |  |
|  | 19 | Valvi Girona | 3 |  |

## Playoff por el título
|  | Octavos de final | Octavos de final  | Octavos de final |                   |   | Cuartos de final  | Cuartos de final | Cuartos de final |  |   | Semifinales    | Semifinales | Semifinales |  |   | Final       | Final | Final |  |
|  |                  |                   |                  |                   |   |                   |                  |                  |  |   |                |             |             |  |   |             |       |       |  |
|  |                  |                   |                  |                   |   |                   |                  |                  |  |   |                |             |             |  |   |             |       |       |  |
|  | 1                | Real Madrid       | 2                |                   |   |                   |                  |                  |  |   |                |             |             |  |   |             |       |       |  |
|  | 1                | Real Madrid       | 2                |                   |   |                   |                  |                  |  |   |                |             |             |  |   |             |       |       |  |
|  | 16               | DYC Breogán       | 0                |                   |   |                   |                  |                  |  |   |                |             |             |  |   |             |       |       |  |
|  | 16               | DYC Breogán       | 0                |                   | 1 | Real Madrid       | 2                |                  |  |   |                |             |             |  |   |             |       |       |  |
|  |                  |                   |                  |                   | 1 | Real Madrid       | 2                |                  |  |   |                |             |             |  |   |             |       |       |  |
|  |                  |                   | 9                | TDK Manresa       | 1 |                   |                  |                  |  |   |                |             |             |  |   |             |       |       |  |
|  | 8                | Unicaja Polti     | 9                | TDK Manresa       | 1 | 0                 |                  |                  |  |   |                |             |             |  |   |             |       |       |  |
|  | 8                | Unicaja Polti     |                  |                   |   |                   |                  |                  |  |   |                |             |             |  |   |             |       |       |  |
|  | 9                | TDK Manresa       | 2                |                   |   |                   |                  |                  |  |   |                |             |             |  |   |             |       |       |  |
|  | 9                | TDK Manresa       | 2                |                   |   |                   |                  |                  |  | 1 | Real Madrid    | 3           |             |  |   |             |       |       |  |
|  |                  |                   |                  |                   |   |                   |                  |                  |  | 1 | Real Madrid    | 3           |             |  |   |             |       |       |  |
|  |                  |                   | 4                | Estudiantes       | 1 |                   |                  |                  |  |   |                |             |             |  |   |             |       |       |  |
|  | 4                | Festina Andorra   | 4                | Estudiantes       | 1 | 1                 |                  |                  |  |   |                |             |             |  |   |             |       |       |  |
|  | 4                | Festina Andorra   |                  |                   |   |                   |                  |                  |  |   |                |             |             |  |   |             |       |       |  |
|  | 13               | Coren Orense      | 2                |                   |   |                   |                  |                  |  |   |                |             |             |  |   |             |       |       |  |
|  | 13               | Coren Orense      | 2                |                   | 5 | Estudiantes CP    | 2                |                  |  |   |                |             |             |  |   |             |       |       |  |
|  |                  |                   |                  |                   | 5 | Estudiantes CP    | 2                |                  |  |   |                |             |             |  |   |             |       |       |  |
|  |                  |                   | 13               | Coren Orense      | 1 |                   |                  |                  |  |   |                |             |             |  |   |             |       |       |  |
|  | 5                | CB Estudiantes    | 13               | Coren Orense      | 1 | 2                 |                  |                  |  |   |                |             |             |  |   |             |       |       |  |
|  | 5                | CB Estudiantes    |                  |                   |   |                   |                  |                  |  |   |                |             |             |  |   |             |       |       |  |
|  | 13               | Elmar León        | 1                |                   |   |                   |                  |                  |  |   |                |             |             |  |   |             |       |       |  |
|  | 13               | Elmar León        | 1                |                   |   |                   |                  |                  |  |   |                |             |             |  | 1 | Real Madrid | 3     |       |  |
|  |                  |                   |                  |                   |   |                   |                  |                  |  |   |                |             |             |  | 1 | Real Madrid | 3     |       |  |
|  |                  |                   | 2                | F.C. Barcelona    | 0 |                   |                  |                  |  |   |                |             |             |  |   |             |       |       |  |
|  | 2                | FC Barcelona      | 2                | F.C. Barcelona    | 0 | 2                 |                  |                  |  |   |                |             |             |  |   |             |       |       |  |
|  | 2                | FC Barcelona      |                  |                   |   |                   |                  |                  |  |   |                |             |             |  |   |             |       |       |  |
|  | 15               | OAR Ferrol        | 0                |                   |   |                   |                  |                  |  |   |                |             |             |  |   |             |       |       |  |
|  | 15               | OAR Ferrol        | 0                |                   | 2 | FC Barcelona      | 2                |                  |  |   |                |             |             |  |   |             |       |       |  |
|  |                  |                   |                  |                   | 2 | FC Barcelona      | 2                |                  |  |   |                |             |             |  |   |             |       |       |  |
|  |                  |                   | 10               | Caja San Fernando | 0 |                   |                  |                  |  |   |                |             |             |  |   |             |       |       |  |
|  | 7                | Caja San Fernando | 10               | Caja San Fernando | 0 | 2                 |                  |                  |  |   |                |             |             |  |   |             |       |       |  |
|  | 7                | Caja San Fernando |                  |                   |   |                   |                  |                  |  |   |                |             |             |  |   |             |       |       |  |
|  | 10               | Taugrés Baskonia  | 1                |                   |   |                   |                  |                  |  |   |                |             |             |  |   |             |       |       |  |
|  | 10               | Taugrés Baskonia  | 1                |                   |   |                   |                  |                  |  | 2 | F.C. Barcelona | 3           |             |  |   |             |       |       |  |
|  |                  |                   |                  |                   |   |                   |                  |                  |  | 2 | F.C. Barcelona | 3           |             |  |   |             |       |       |  |
|  |                  |                   | 3                | Joventut Badalona | 2 |                   |                  |                  |  |   |                |             |             |  |   |             |       |       |  |
|  | 3                | Joventut Badalona | 3                | Joventut Badalona | 2 | 2                 |                  |                  |  |   |                |             |             |  |   |             |       |       |  |
|  | 3                | Joventut Badalona |                  |                   |   |                   |                  |                  |  |   |                |             |             |  |   |             |       |       |  |
|  | 14               | Natwest Zaragoza  | 1                |                   |   |                   |                  |                  |  |   |                |             |             |  |   |             |       |       |  |
|  | 14               | Natwest Zaragoza  | 1                |                   | 3 | Joventut Badalona | 2                |                  |  |   |                |             |             |  |   |             |       |       |  |
|  |                  |                   |                  |                   | 3 | Joventut Badalona | 2                |                  |  |   |                |             |             |  |   |             |       |       |  |
|  |                  |                   | 6                | Cáceres CB        | 0 |                   |                  |                  |  |   |                |             |             |  |   |             |       |       |  |
|  | 6                | Cáceres CB        | 6                | Cáceres CB        | 0 | 2                 |                  |                  |  |   |                |             |             |  |   |             |       |       |  |
|  | 6                | Cáceres CB        |                  |                   |   |                   |                  |                  |  |   |                |             |             |  |   |             |       |       |  |
|  | 11               | Valencia BC       | 1                |                   |   |                   |                  |                  |  |   |                |             |             |  |   |             |       |       |  |
|  | 11               | Valencia BC       | 1                |                   |   |                   |                  |                  |  |   |                |             |             |  |   |             |       |       |  |
|  |                  |                   |                  |                   |   |                   |                  |                  |  |   |                |             |             |  |   |             |       |       |  |

| Liga ACB 1993–94             |
| ---------------------------- |
| Real Madrid 5º título en ACB |